# Frayeur (film)
Pour les articles homonymes, voir Fear et Frayeur (homonymie).
Pour plus de détails, voir Fiche technique et Distribution.
Frayeur (Fear) est un film américain d'Alfred Zeisler sorti en 1946. Ce film a petit budget, recourant au rêve pour certaines scènes, a un style visuel et une certaine cohérence d'ensemble. Il est considéré comme une libre adaptation du roman de Dostoïevski, Crime et Châtiment.

## Synopsis
Sa bourse ayant été suspendue, Larry Crain, étudiant en médecine, est contraint de mettre en gage ses biens auprès du professeur Stanley. Se croyant floué par le professeur, il le tue, mais il laisse plusieurs indices derrière lui.

## Fiche technique
- Titre original : Fear
- Réalisation : Alfred Zeisler
- Scénario : Alfred Zeisler et Dennis Cooper, inspirés de Fyodor Dostoevsky
- Directeur de la photographie : Jackson Rose
- Musique : Edward J. Kay
- Production : Monogram Pictures
- Durée : 68 minutes
- Dates de sortie : 
  - États-Unis : 2 mars 1946
  - France : 30 juillet 1948

## Distribution
- Peter Cookson : Larry Crain
- Warren William : Capitaine de police Burke
- Anne Gwynne : Eileen Stevens
- Francis Pierlot : Professeur Stanley
- Nestor Paiva : Détective Shaefer
- James Cardwell : Ben
- Almira Sessions : Mme Williams, la propriétaire
- William Moss : Al
- Harry Clay : Étudiant
- Johnny Strong : Étudiant
- Ernie Adams : Peintre à domicile
- Charles Calvert : Doc